# Ingrid Felipe

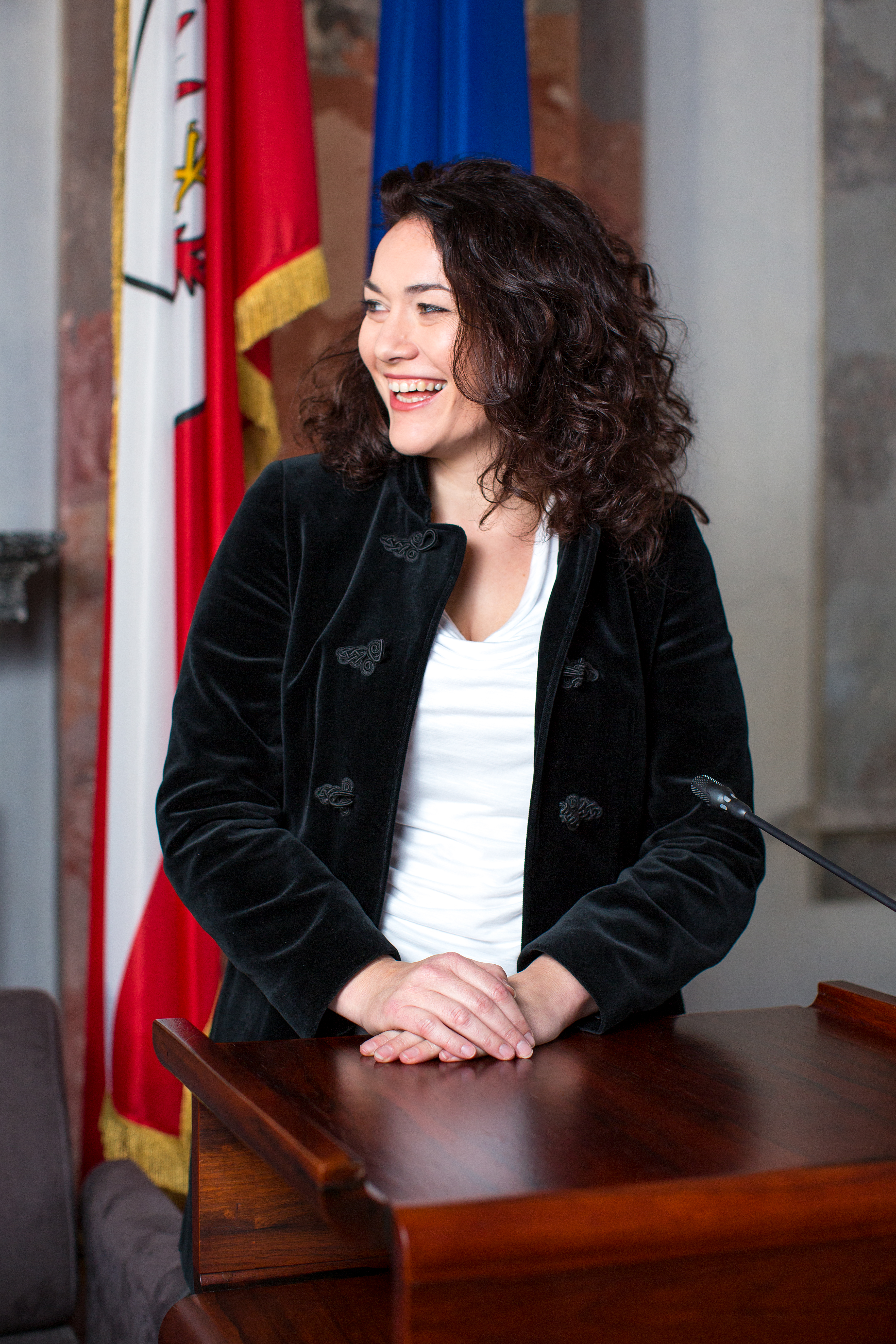
Ingrid Felipe (2016)

Ingrid Felipe Saint Hilaire (* 22. August 1978 als Ingrid Walpoth in Hall in Tirol) ist eine ehemalige österreichische Politikerin (Die Grünen). Ab dem 24. Mai 2013 bis 25. Oktober 2022 war sie zweite Landeshauptmann-Stellvertreterin in Tirol in der Landesregierung Platter II bzw. Platter III. Sie war Landessprecherin der Grünen in Tirol und Spitzenkandidatin der Tiroler Grünen bei der Landtagswahl in Tirol 2018.
Von 26. Juni 2017 bis 17. Oktober 2017 war Ingrid Felipe Sprecherin der Grünen Bundespartei. Im März 2022 erklärte sie ihren Rückzug aus der Politik. Zum Jänner 2023 wurde sie Mitglied des Vorstands der DB InfraGO (zuvor: DB Netz) mit Verantwortungsbereich für große Infrastrukturprojekte. Ihr Ende 2025 auslaufender Vertrag wurde nicht verlängert, sie befand sich im Juli 2025 in einem längeren Urlaub.

## Leben
Ingrid Felipe wuchs in Rum auf und ging dort von 1984 bis 1988 zur Volksschule. Von 1988 bis 1992 besuchte sie die Hauptschule Kettenbrücke Innsbruck. 1997 maturierte sie an der Handelsakademie in Innsbruck. Anschließend begann Ingrid Felipe ein Studium der Betriebswirtschaftslehre an der Universität Innsbruck. Nebenbei engagierte sie sich für den Handballsport in Innsbruck, zunächst als aktive Spielerin, später auch als Funktionärin bzw. Projektmanagerin für diverse Veranstaltungen. Neben Schule bzw. Studium arbeitete sie ab 1994 als Kellnerin und Catering-Mitarbeiterin bzw. ab 2002 als Assistentin der Geschäftsleitung in Gastronomiebetrieben und setzte diese Tätigkeit nach ihrer Sponsion zur Magistra im Jahr 2003 fort. Von 2006 bis 2012 war Ingrid Felipe als Büromanagerin im Architekturbüro Parson beschäftigt.
Nach ihrer politischen Tätigkeit von 2012 bis 2022 ist Felipe ab 2023 bei der zur Deutschen Bahn gehörenden DB Netz (jetzt: DB InfraGO) als Vorstandsmitglied für den Bereich Infrastruktur tätig. In ihren Zuständigkeitsbereich fallen beispielsweise Großprojekte wie der Brenner-Nordzulauf, der Eisenbahnknoten Stuttgart 21 oder die Strecke Frankfurt–Mannheim. Laut einem Medienbericht vom Mai 2025 sollte Felipe in dieser Funktion zum 30. Juni 2025 vorzeitig abgelöst werden. Bundesverkehrsminister Patrick Schnieder lehnte dies zunächst öffentlich ab. Die Ursache der Ablehnung habe jedoch darin gelegen, dass entsprechende Informationen im Verkehrsministerium zunächst nicht weitergeleitet worden waren.

## Politik
Felipes politische Laufbahn zeichnete sich bereits während ihrer Schulzeit ab. Im Volksschulalter setzte sie gemeinsam mit ihrer Schwester durch, dass sie in ihrer Pfarrgemeinde Rum als Mädchen in der Kirche ministrieren durften. 1994 und 1995 wurde sie zur Schulsprecherin der Handelsakademie und Handelsschule Innsbruck gewählt, 1995 darüber hinaus zur Landesschülervertreterin für berufsbildende höhere Schulen in Tirol.
Ihre parteipolitische Karriere begann sie 2005 als Finanzreferentin der Grünen Tirol, dieses Amt übte sie bis Jänner 2010 aus. Zudem war sie Ersatzdelegierte des Erweiterten Bundesvorstandes (EBV) der Grünen von 2007 bis 2009. Von 2009 bis 2013 war Ingrid Felipe Landessprecherin der Grünen Alternative Tirol. Von März 2010 bis 2013 war sie auch Gemeinderätin in Rum. Im Februar 2009, Juni 2010 und März 2012 hat sie unter anderem die Vertretung der Landesabgeordneten Christine Baur und Maria Scheiber in Sitzungen des Tiroler Landtags übernommen.

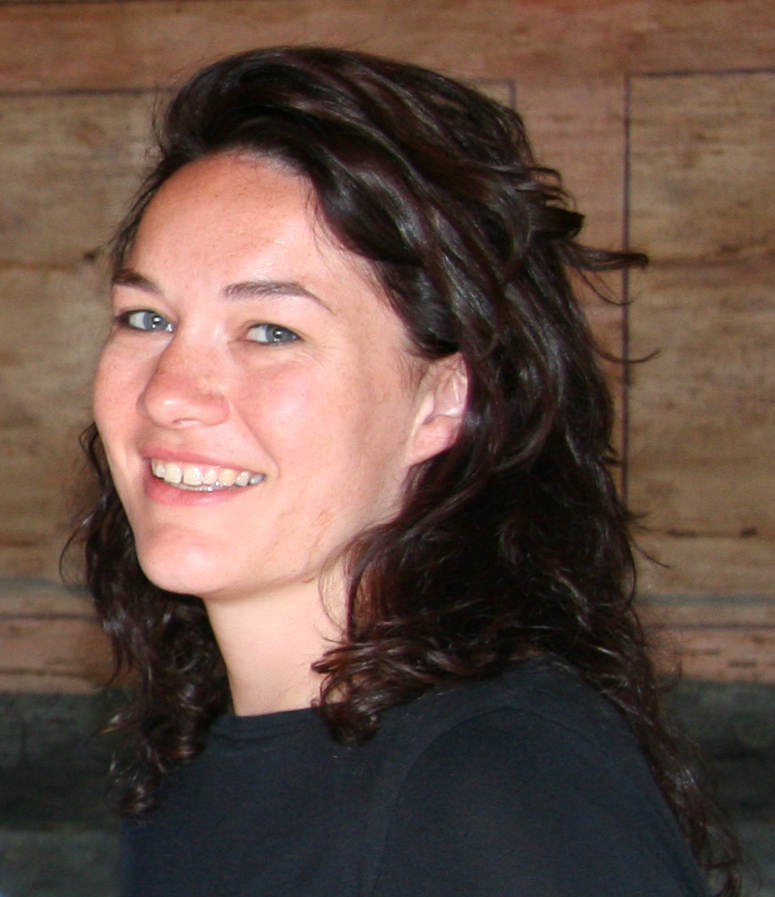
Ingrid Felipe (2011)

Breite öffentliche Aufmerksamkeit erregte Ingrid Felipe erstmals durch ihren Protest gegen die Ausweisung des damals 20-jährigen, seit Jahren in Tirol lebenden, Lamin Jaithe im Mai 2011.
Am 1. Mai 2012 zog sie für die scheidende Landtagsabgeordnete Maria Scheiber in den Landtag ein.
Am 24. Mai 2013 wurde sie vom Tiroler Landtag zur Landesrätin für die folgenden Ressorts gewählt:
- Umwelt- und Klimaschutz (unbeschadet der Zuständigkeit der anderen Mitglieder der Landesregierungen in den jeweiligen Sachgebieten); Umweltprüfungen;
- Naturschutz; Bergwacht;
- Abfallwirtschaft; sämtliche Rechtsverfahren im Zusammenhang mit Abfallentsorgungsanlagen; Chemikalienrecht;
- Europäische Verkehrspolitik; rechtliche und technische Angelegenheiten des Kraftfahrwesens sowie des Verkehrswesens bezüglich der schienengebundenen Eisenbahnen, der Luftfahrt und der Schifffahrt; Straßenverwaltungsrecht; Straßenpolizei;
- Kraftfahrlinien; Verkehrsverbundangelegenheiten einschließlich der Beteiligungen des Landes an der Verkehrsverbund Tirol GmbH;
- Nachhaltigkeitskoordination.[1]

Zusätzlich wurde sie zur 2. Landeshauptmann-Stellvertreterin gewählt und ist damit das erste Mitglied der Tiroler Grünen und die zweite Frau in diesem Amt.
Am 19. Februar 2016 wurde sie im erweiterten Bundesvorstand zur stellvertretenden Parteivorsitzenden der österreichischen Grünen gewählt; sie wurde damit die Nachfolgerin von Maria Vassilakou, welche zuvor zurückgetreten war.
Nach der Ankündigung des Rücktritts der Parteivorsitzenden Eva Glawischnig  am 18. Mai 2017 wurde Felipe auf dem außerordentlichen Bundeskongress in Linz am 25. Juni 2017 mit 93,7 % der Stimmen offiziell zur Nachfolgerin Glawischnigs gewählt. Als Spitzenkandidatin für die Nationalratswahl in Österreich 2017 wurde zeitgleich Ulrike Lunacek mit 96,5 % gewählt.
Nach der Nationalratswahl, die im Oktober 2017 mit der Abwahl ihrer Partei aus dem Parlament endete, trat Felipe zwei Tage später von ihrer Funktion als – kürzest dienende – Bundesvorsitzende der Grünen zurück. Auf die Ursachen für die massiven Stimmenverluste angesprochen: „Grundsätzlich ist unsere Besserwisserei ein Problem. Gleichzeitig müssen wir wieder lernen, Widersprüche auszuhalten.“
Anfang Mai 2021 wurde bekannt, dass Felipe im Zuge eines parteiinternen Streits kurz zuvor sämtliche Funktionen in der Tiroler Landespartei zurückgelegt hatte.
Im März 2022 gab Felipe bekannt, dass sie bei der Landtagswahl in Tirol 2022 nicht mehr antritt und sich dann aus der Politik zurückzieht. Als Nachfolger wurden im Juni 2022 Gebi Mair sowie Petra Wohlfahrtstätter gewählt. Mit Regierungsantritt der Landesregierung Mattle am 25. Oktober 2022, der die Tiroler Grünen nicht mehr angehören, beendete sie ihre politische Tätigkeit.
Im April 2023 wurde René Zumtobel in Nachfolge von Felipe zum Obmann des Vereines Klimabündnis Tirol gewählt. Felipe war zuvor rund zehn Jahre Obfrau.

## Privates
Ingrid Felipe ist geschieden und lebt mit ihrem Sohn in Rum (Stand: 2013).

## Veröffentlichungen
- Florian Egger, Ingrid Walpoth: Amt in e-AKTion: zur Konzeption und Implementierung eines Systems zur elektronischen Aktenerfassung im Stadtmagistrat Innsbruck, Hochschulschrift, Innsbruck, 2003

## Auszeichnungen
- 2024: Ehrenzeichen des Landes Tirol[25]